# Lloyd (Florida)
Lloyd ist  ein census-designated place (CDP) im Jefferson County im US-Bundesstaat Florida. Das U.S. Census Bureau hat bei der Volkszählung 2020 eine Einwohnerzahl von 187 ermittelt.

## Geographie
Lloyd liegt rund 15 km südwestlich von Monticello sowie etwa 15 km östlich von Tallahassee. Der CDP wird von der Florida State Road 59 durchquert.

## Demographische Daten
Laut der Volkszählung 2010 verteilten sich die damaligen 215 Einwohner auf 166 Haushalte. 45,6 % der Bevölkerung bezeichneten sich als Weiße, 52,1 % als Afroamerikaner und 0,5 % als Indianer. 1,9 % gaben die Angehörigkeit zu mehreren Ethnien an. 3,3 % der Bevölkerung bestand aus Hispanics oder Latinos.
Im Jahr 2010 lebten in 35,3 % aller Haushalte Kinder unter 18 Jahren sowie 21,2 % aller Haushalte Personen mit mindestens 65 Jahren. 69,4 % der Haushalte waren Familienhaushalte (bestehend aus verheirateten Paaren mit oder ohne Nachkommen bzw. einem Elternteil mit Nachkomme). Die durchschnittliche Größe eines Haushalts lag bei 2,53 Personen und die durchschnittliche Familiengröße bei 2,97 Personen.
26,1 % der Bevölkerung waren jünger als 20 Jahre, 23,1 % waren 20 bis 39 Jahre alt, 31,6 % waren 40 bis 59 Jahre alt und 19,1 % waren mindestens 60 Jahre alt. Das mittlere Alter betrug 41 Jahre. 47,4 % der Bevölkerung waren männlich und 52,6 % weiblich.
Das durchschnittliche Jahreseinkommen lag bei 67.656 $, dabei lebte niemand unter der Armutsgrenze.

## Sehenswürdigkeiten
Folgende Objekte sind im National Register of Historic Places gelistet:
- Dennis-Coxetter House
- Lloyd Historic District
- Lloyd Railroad Depot
- Lloyd Woman’s Club
- Lloyd-Bond House
- San Joseph de Ocuya Site